# تخصص الماجستير
درجة الماجستير المتخصصة (بالفرنسية: Mastère Spécialisé)‏ هو برنامج دراسيٌّ فرنسي للطلاب من درجة الماجستير أنشأه في عام 1986 مؤتمر المدارس العليا "Conférence des Grandes Écoles" الفرنسي. وهو عبارة عن برنامج ذو وقت كامل يَدوم سنة واحدة (مع حد أدنى من 350 ساعة دراسة) يَشمل مناهج تدريسيَّة بكلتي اللغتين الإنكليزية والفرنسية وإعداداً لأطروحة ذاتية. تُمنح درجة الماجستير المتخصصة في العادة للدارسين اليافعين الذين حصلوا بالفعل على درجة ماجستير، لكنهم يَودون التخصص وتوسيع معرفتهم أو خبرتهم في موضوع ما.

## وصلات خارجية
- [Conférence des Grandes Écoles http://www.cge.asso.fr]
- [Mastère Spécialisé http://www.masteres-specialises-cge.com]

رادب